# Mirambell (Calonge de Segarra)
Mirambell és un veïnat al sud del terme municipal de Calonge de Segarra, a la comarca de l'Anoia. És un petit nucli de cases que data principalment del segle xvi-xvii.
Està situat a l'oest de la localitat de Calaf. L'any 2009 tenia 29 habitants censats. Una carretera local comunica el poble amb la via C-1412, que arriba a Calaf i Ponts. Moltes cases van ser restaurades i serveixen avui com a segona residència.

## Llocs d'interès
- Castell de Mirambell.
- Església de Sant Pere de Mirambell.